# The Madness (série télévisée)
Pour les articles homonymes, voir The Madness.
Production
Diffusion
The Madness est une série télévisée américaine créée par Stephen Belber et réalisée par Clement Virgo, Quyen Tran et Jessica Lowrey, et diffusée à partir du 28 novembre 2024 sur Netflix.
Ce thriller conspirationniste est une coproduction de Netflix et de Chernin Entertainment.

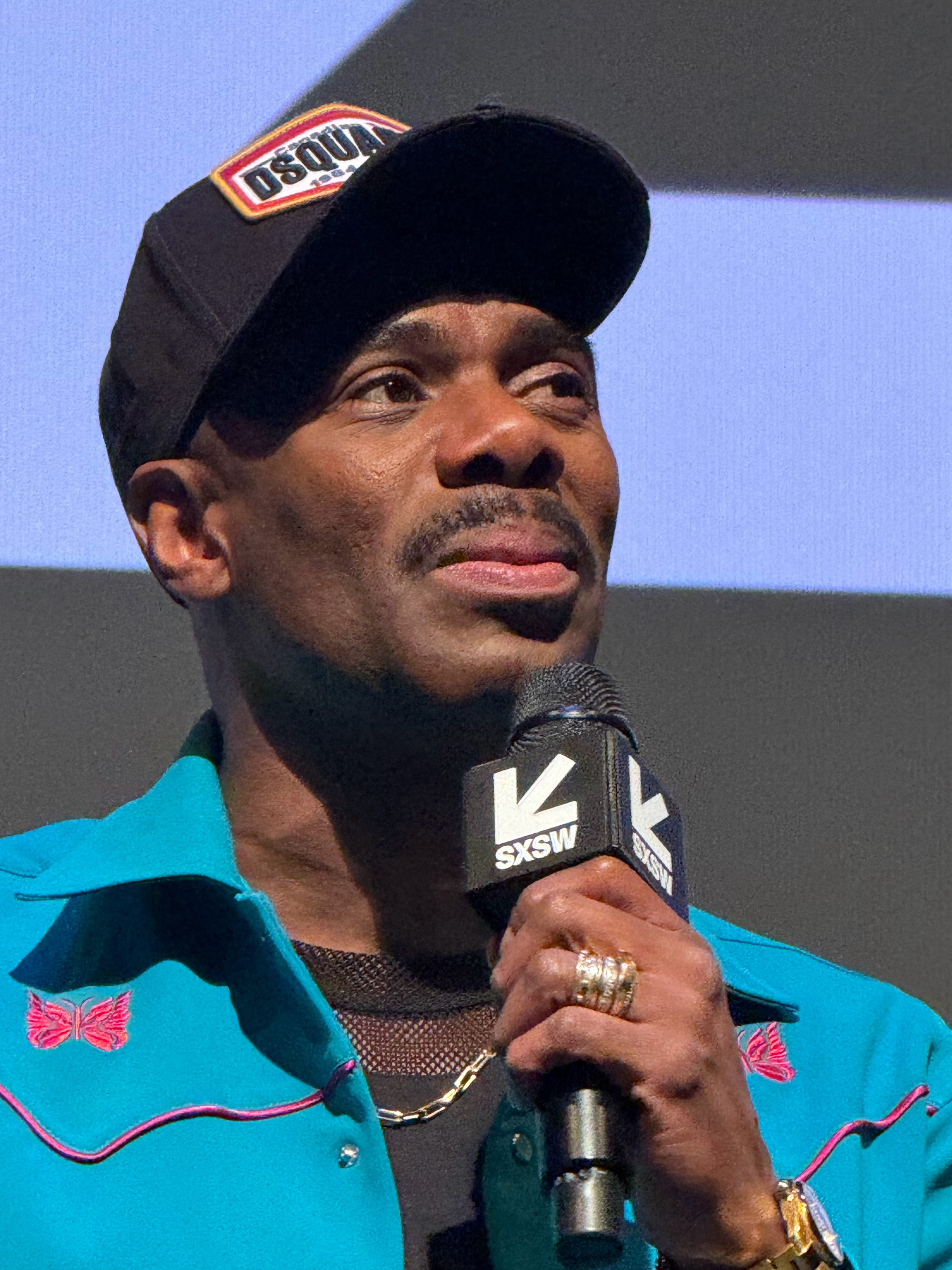
Colman Domingo.

## Synopsis
Le journaliste Muncie Daniels se retrouve pris au piège après avoir été témoin par hasard d’un meurtre dans les bois des Poconos. Traqué et accusé à tort, il doit non seulement prouver son innocence, mais aussi lutter pour sa survie. Alors que le danger se rapproche, il tente de renouer avec sa famille éloignée et de retrouver les idéaux qu’il avait abandonnés, dans l’espoir de se reconstruire et d’échapper à son destin.

## Distribution
- Colman Domingo (VF : Frantz Confiac) : Muncie Daniels
- Marsha Stephanie Blake (VF : Corinne Wellong) : Elena Daniels, l'ex-femme de Muncie
- Thaddeus J. Mixson (VF : Simon Koukissa-Barney) : Demetrius, le fils de Muncie
- Gabrielle Graham (VF : Vanessa Van-Geneugden) : Kallie, la fille de Muncie
- Deon Cole (VF : Gilles Morvan) : Kwesi Dupree, avocat et ami de Muncie
- John Ortiz (VF : Stefan Godin) : Franco Quiñones, agent du FBI
- Tamsin Topolski (VF : Laure Filiu) : Lucie Simon, la femme du suprémaciste blanc Brother14
- Chris Henry Coffey (VF : Alexis Victor) : Inspecteur Delbert Johnson
- Stephen McKinley Henderson (VF : Thierry Desroses) : Isiah
- Kimberly-Sue Murray (VF : Soizic Fonjallaz) : Cindy
- Lanette Ware (VF : Florence Trinca) : Nadia
- Alison Wright (VF : Marjorie Frantz) : Julia Jayne

 Source et légende : version française (VF) sur RS Doublage

## Production

### Genèse et développement
La série est créée et écrite par Stephen Belber, et réalisée par Clement Virgo, Quyen Tran et Jessica Lowrey,,.
La production est assurée par Stephen Belber, Clement Virgo, Peter Chernin, VJ Boyd, Jenno Topping et Kaitlin Dahill,,.
Selon Jenno Topping, présidente de Chernin Entertainment, « Stephen Belber et VJ Boyd sont des créateurs d'histoires pleines de suspense et d'émotions qui touchent un large public. Nous sommes impatients de les voir donner vie à ce thriller conspirationniste qui arrive à point nommé et de poursuivre notre partenariat avec Netflix. »,.

### Attribution des rôles
Le 8 février 2023, The Hollywood Reporter et Variety annoncent la série et révèle que le rôle principal sera tenu par Colman Domingo,.
Le 8 mars 2023, Deadline Hollywood annonce que Marsha Stephanie Blake, Gabrielle Graham, John Ortiz et Tamsin Topolski rejoignent la série.

### Fiche technique
Sauf indication contraire, les informations mentionnées dans cette section peuvent être confirmées par les bases de données cinématographiques IMDb et Allociné,  présentes dans la section « Liens externes ».
- Titre original : The Madness
- Genre : Thriller conspirationniste[2],[3],[4]
- Production : Stephen Belber, Clement Virgo, Peter Chernin, VJ Boyd, Jenno Topping et Kaitlin Dahill[2],[3],[4]
- Sociétés de production : Netflix et Chernin Entertainment[2],[3],[4]
- Société de distribution : Netflix
- Réalisation : Clement Virgo, Quyen Tran et Jessica Lowrey[2],[3],[4]
- Scénario : Stephen Belber[2],[3],[4]
- Musique : Philip Klein
- Décors : Jaro Dick et Shanna Worsham
- Costumes : Avery Plewes
- Photographie : Boris Mojsovski, Vinit Borrison et Fraser Brown
- Son : Alex Bullick
- Montage : Wendy Tzeng, Debra Weinfeld, Garret Donnelly, Taylor Mason, Joel Rice et Christopher Schmitt
- Maquillage : Kristen Gallacher
- Pays de production :  États-Unis
- Langue originale : anglais
- Format : couleur
- Nombre de saisons : 1
- Nombre d'épisodes : 8
- Durée : 60 minutes
- Date de première diffusion : 28 novembre 2024 sur Netflix

## Accueil  critique
Sur Rotten Tomatoes, la série obtient un score de 75 % d'avis positifs sur la base de 32 critiques collectées. Sur le site Metacritic, la série obtient une note de 65 %, sur la base de 19 critiques collectées indiquant des avis « généralement favorables » tandis que le site IMDb lui attribue la note de 6,4⁄10.
Pour Le Monde, « The Madness fait partie de ces séries qui prennent le spectateur par le col pour ne le lâcher que plusieurs heures plus tard, un peu plus réveillé qu'il ne l'était au premier épisode. La plateforme livre avec The Madness une variation efficace sur Le Fugitif (Andrew Davis, 1993), sous la forme d'un thriller paranoïaque nourri des questionnements et des inquiétudes de l'Amérique d'aujourd'hui. ».
La Radio télévision suisse (RTS) souligne que Colman Domingo porte à lui seul la série et estime que « même si après un premier épisode haletant, cette course contre-la-montre en forme de thriller paranoïaque s'essouffle quelque peu, The Madness reste très efficace et surtout très addictive. ».
Libération souligne qu'il est rare de voir des fictions avec un contenu aussi politique, en particulier sur Netflix.